# Dutherson Clerveaux
Dutherson Clerveaux (nacido el 20 de enero de 1999) es un futbolista profesional haitiano quién juega como centrocampista para el club Cavaly, y para la selección de Haití.

## Carrera internacional
Clerveaux debutó con la selección nacional Haití en un partido amistoso contra Guyana. ganando 3–1 el 11 de junio de 2019. Fue llamado a representar a Haití en la Copa de Oro de la CONCACAF 2021.
Su tránsito por la selección se puede resumir así:
- Selección de fútbol sub-20 de Haití: 2018
- Selección de fútbol de Haití: 2019- actualidad

## Clubes
Cleveraux ha jugado en los siguientes equipos:
- 2016 - 2017: Valencia Football Club;
- 2017 - actualidad: AS Cavaly.